# Euploea graminifera
Euploea graminifera är en fjärilsart som beskrevs av Moore 1883. Euploea graminifera ingår i släktet Euploea och familjen praktfjärilar. Inga underarter finns listade i Catalogue of Life.